# Záboří (Polsko)
Záboří (polsky Zaborze, nářečně Zobórz) je vesnice v jižním Polsku ve Slezském vojvodství v okrese Těšín v gmině Chyby. Leží na území Těšínského Slezska na řece Bajerce a patří k rybníkářské oblasti zvané Žabí kraj. Ke dni 31. 12. 2014 zde žilo 1 050 obyvatel, rozloha obce činí 5,92 km².
První zmínka o Záboří pochází z roku 1574. Ve strumeňských kronikách ze 17. století se objevuje také pod názvem Podprstec (Podpierściec). Původně k němu patřila i osada Uchylany připojená v roce 1922 k Prstci.
Obcí probíhá železniční trať Katovice – Visla. Stanice Zaborze byla otevřena v roce 1959.